# Feel The Fate
『Feel The Fate』（フィール ザ フェイト）は、w-inds.の2枚目のシングル。2001年7月4日発売。FLIGHT MASTERよりリリースされた。

## 概要
- 初のオリコンTOP10入りを果たしたシングル。
- 2001年7月3日、AX MUSIC-FACTORYに出演した。
- 2001年7月13日、FUNに出演した。
- 2001年7月16日、HEY!HEY!HEY! MUSIC CHAMPに出演した。

### タイアップ
- NTV系『とりあえずイイ感じ。』エンディング・テーマ
- NTV系『shinD六本木野獣会』エンディング・テーマ

### 初回特典
- w-inds.トレーディングカード（全4種）

## 収録曲
1. Feel The Fate
2. will be there 〜恋心
3. Feel The Fate（ZA DOWNTOWN GROOVE-MASTER REMIX）
4. Feel The Fate（Instrumental）

作詞･作曲･編曲：葉山拓亮
編曲：Banana Ice（#3）

## その他
- 全国8大都市イベントを行い、東京会場である国立代々木競技場オリンピックプラザでは1日に7000人ものファンと握手をした。